# Загін «Йован Шевич»
Загін «Йован Шевич» — незаконне збройне формування, сформоване з сербів-четників, що під час російської анексії Криму співпрацювало зі Збройними силами РФ, а під час війни на сході України воювало у лавах проросійських бойовиків.
Загін носить ім'я Йована Шевича, офіцера російської імперії 18 століття, одного з засновників Слов'яносербії (історичний регіон у міжріччі Сіверського Донця і його притоки Бахмутки на території Луганської області).

## Командування
- Братислав Живкович[2][3]

## Матеріали
- Денис Казанський, «Гастролі» бойовика Братислава Живковича: Крим-Донбас-Балкани [Архівовано 8 березня 2018 у Wayback Machine.] // Український тиждень, 6 березня 2018